# Zachary Scott
Zachary Scott (Austin, 24 febbraio 1914 – Austin, 3 ottobre 1965) è stato un attore statunitense, noto principalmente per i suoi ruoli da "cattivo".

## Biografia
Nato ad Austin (Texas), Scott era intenzionato a intraprendere la carriera medica, come suo padre, ma dopo aver studiato per qualche tempo all'Università del Texas, decise di diventare attore. S'imbarcò come mozzo su una nave per l'Inghilterra e là iniziò a recitare nel teatro di repertorio, prima di tornare ad Austin e continuare l'apprendistato nei teatri locali. Venne poi notato dall'attore teatrale Alfred Lunt, che lo convinse a trasferirsi a New York per tentare d'intraprendere una carriera a Broadway. Il produttore cinematografico Jack Warner assistette a una sua performance e gli propose un contratto per apparire in un film, La maschera di Dimitrios (1944), accanto a Sydney Greenstreet e Peter Lorre.
Subito dopo Scott apparve nel melodramma Il romanzo di Mildred (1945), in cui interpretò con efficacia il ruolo di un uomo senza scrupoli, che prima seduce la matura ma affascinante Mildred Pierce (Joan Crawford) e poi la figlia di lei Veda (Ann Blyth). Durante quel periodo, Scott e la sua prima moglie Elaine Anderson socializzarono con Angela Lansbury e il suo primo marito, Richard Cromwell. Scott e la Anderson si erano sposati nel 1934 quando entrambi frequentavano l'Università ad Austin, e lei sarebbe diventata famosa in qualità di manager della produzione originale del musical Oklahoma!. La coppia ebbe un figlio, Waverly Scott.
Fino all'inizio degli anni cinquanta Zachary Scott continuò ad apparire regolarmente sullo schermo in numerosi film, spesso interpretando ruoli di "duro" e di mascalzone, e di affascinante seduttore. Sono da ricordare L'uomo del Sud (1945) di Jean Renoir, il western Il ranch delle tre campane (1949), il dramma Viale Flamingo (1950), ancora accanto a Joan Crawford, l'atipico western Il segreto del lago (1951), e la commedia brillante Mia moglie si sposa (1951). Nell'ultima parte della carriera partecipò al film Violenza per una giovane (1960), una delle due uniche pellicole in lingua inglese del regista Luis Buñuel.
Nel 1950 Scott subì un incidente di rafting, e nello stesso anno divorziò dalla moglie Elaine, la quale successivamente sposò lo scrittore John Steinbeck. Le traversie personali e un certo calo di riscontro al botteghino portarono Scott alla depressione e ciò gli impedì di esprimersi al meglio nella recitazione. La Warner Brothers non gli rinnovò il contratto e l'attore tornò quindi a calcare il palcoscenico e apparve anche in alcuni ruoli televisivi. Nello stesso periodo si risposò con l'attrice Ruth Ford, dalla quale ebbe un altro figlio. Dopo il suo ultimo film, la commedia Sherlocko investigatore sciocco (1962), accanto a Jerry Lewis, tornò ad Austin, dove morì nel 1965, all'età di 51 anni, per un tumore al cervello.
Un centro teatrale ad Austin porta il suo nome. La sua famiglia gli ha inoltre intitolato due cattedre del dipartimento teatrale dell'Università del Texas. Inoltre, Scott ha una stella a suo nome sulla Hollywood Walk of Fame.

## Filmografia

### Cinema
- La maschera di Dimitrios (The Mask of Dimitrios), regia di Jean Negulesco (1944)
- Ho baciato una stella (Hollywood Canteen), regia di Delmer Daves (1944)
- Il romanzo di Mildred (Mildred Pierce), regia di Michael Curtiz (1945)
- L'uomo del Sud (The Southerner), regia di Jean Renoir (1945)
- Delitti senza sangue (Danger Signal), regia di Robert Florey (1945)
- Tragico destino (Her Kind of Man), regia di Frederick de Cordova (1946)
- La valle del sole (Stallion Road), regia di James V. Kern (1947)
- Le donne erano sole (The Unfaithful), regia di Vincent Sherman (1947)
- Il giudice Timberlane (Cass Timberlane), regia di George Sidney (1947)
- Il dominatore di Wall Street (Ruthless), regia di Edgar G. Ulmer (1948)
- Gong fatale (Whiplash), regia di Lewis Seiler (1948)
- L'amante del gangster (Flaxy Martin), regia di Richard L. Bare (1949)
- Il ranch delle tre campane (South of St. Louis), regia di Ray Enright (1949)
- Viale Flamingo (Flamingo Road), regia di Michael Curtiz (1949)
- One Last Fling, regia di Peter Godfrey (1949)
- La seduttrice (Born to Be Bad), regia di Nicholas Ray (1950)
- Guilty Bystander, regia di Joseph Lerner (1950)
- Shadow on the Wall, regia di Pat Jackson (1950)
- Colt .45, regia di Edwin L. Marin (1950)
- Pretty Baby, regia di Bretaigne Windust (1950)
- Il segreto del lago (The Secret of Convict Lake), regia di Michael Gordon (1951)
- L'odio colpisce due volte (Lightning Strikes Twice), regia di King Vidor (1951)
- Stronghold, regia di Steve Sekely (1951)
- Mia moglie si sposa (Let's Make It Legal), regia di Richard Sale (1951)
- Nick non sparare (Wings of Danger), regia di Terence Fisher (1952)
- I ribelli dell'Honduras (Appointment in Honduras), regia di Jacques Tourneur (1953)
- Il tesoro della montagna rossa (Treasure of Ruby Hills), regia di Frank McDonald (1955)
- Canne infuocate (Shotgun), regia di Lesley Selander (1955)
- L'avventuriera di Bahamas (Flame of the Islands), regia di Edward Ludwg (1956)
- Bandido, regia di Richard Fleischer (1956)
- La primula gialla (The Counterfeit Plan), regia di Montgomery Tully (1957)
- Man in the Shadow, regia di Montgomery Tully (1957)
- Violenza per una giovane (The Young One), regia di Luis Buñuel (1960)
- Lo sterminatore del West (Natchez Trace), regia di Alan Crosland Jr. (1960)
- Jane Eyre, regia di Marc Daniels (1961)
- Sherlocko investigatore sciocco (It'$ Only Money), regia di Frank Tashlin (1962)

### Televisione
- Climax! – serie TV, episodio 1x19 (1955)
- General Electric Theater – serie TV, episodio 3x26 (1955)
- Scienza e fantasia (Science Fiction Theatre) – serie TV, episodi 1x17-1x32 (1955)
- The Star and the Story – serie TV, episodi 1x18-2x05 (1955-1956)
- Flight into Danger, regia di Arthur Hailey – film TV (1956)
- Celebrity Playhouse – serie TV, episodio 1x28 (1956)
- Pursuit – serie TV, episodio 1x03 (1958)
- Alfred Hitchcock presenta (Alfred Hitchcock Presents) – serie TV, episodio 6x05  (1960)
- The Chevy Mystery Show – serie TV, episodio 1x03 (1960)
- Gli uomini della prateria (Rawhide) – serie TV, episodio 3x27 (1961)
- The Expendables – film TV (1962)
- The New Breed – serie TV, episodi 1x18-1x19 (1962)
- The Nurses – serie TV, episodio 2x02 (1963)
- Gli inafferrabili (The Rogues) – serie TV, episodio 1x21 (1965)

## Doppiatori italiani
- Stefano Sibaldi in Il giudice Timberlane, Il romanzo di Mildred, Viale Flamingo, Colt 45, Mia moglie si sposa, I ribelli dell'Honduras, Il segreto del lago
- Emilio Cigoli in L'uomo del Sud, Il dominatore di Wall Street, Bandido
- Augusto Marcacci in Ho baciato una stella, L'odio colpisce due volte
- Paolo Stoppa in La valle del sole
- Giulio Panicali in Canne infuocate
- Gualtiero De Angelis in Sherlocko investigatore sciocco
- Renato Izzo in Il ranch delle tre campane (ridoppiaggio)